# Gimnàstica als Jocs Olímpics d'estiu de 2024 - Concurs complet individual femení
L'esdeveniment del concurs complet individual femení als Jocs Olímpics d'estiu de 2024 es va disputar els dies 28 de juliol i l'1 d'agost de 2024 a l'Accor Arena (anomenat Bercy Arena a causa de les normes de patrocini del COI). 60 gimnastes de 32 nacions (del total de 95 gimnastes) van competir a la ronda de classificació.

## Rerefons
Aquesta va ser la 19a aparició del concurs complet individual femení. La primera competició individual es va celebrar l'any 1952 i des de llavors s'ha celebrat en totes les edicions. Per primera vegada a la història olímpica, dues excampiones del concurs complet van competir a la final: Simone Biles (2016) i Sunisa Lee (2020).

## Qualificació
Un Comitè Olímpic Nacional (NOC) podria incloure fins a 5 gimnastes qualificades. Es destinen un total de 95 places a la gimnàstica artística femenina.
Els 12 equips classificats podien enviar 5 gimnastes a la competició per equips, per un total de 60 de les 95 places de quota. Els tres primers equips als Campionats del Món de Gimnàstica Artística 2022 (Estats Units, Gran Bretanya i el Canadà) i els nou primers equips (excloent els ja classificats) al Campionat del Món de Gimnàstica Artística 2023 (Xina, Brasil, Itàlia, Països Baixos, França, Japó, Austràlia, Romania i Corea del Sud) van obtenir llocs de qualificació per equips.
Les 35 places restants es van atorgar individualment. Cada gimnasta només podia guanyar una plaça, tret que les gimnastes que van competir amb un equip qualificat són elegibles per guanyar un segon lloc a la Sèrie de la Copa del Món All Around 2024. Algunes de les proves individuals estan obertes a gimnastes de NOCs amb equips qualificats, mentre que d'altres no. Aquestes places s'ocupen mitjançant diversos criteris basats en els Campionats del Món de 2023, les sèries de la Copa del Món de Gimnàstica Artística FIG 2024, campionats continentals, una garantia de reassignació i una invitació de la Comissió Tripartita.
Només les gimnastes que van competir en els quatre exercicis d'aparells de la ronda de classificació apareixien llistades a la classificació individual.

## Format de competició
Les 24 primeres classificades de la fase de classificació (límit de dos per NOC) passaven a la final del conjunt. Els finalistes van realitzar un exercici addicional a cada aparell. Aleshores s'ignoraven les puntuacions de la qualificació, i només comptaven les puntuacions de la ronda final. La puntuació va ser segons el codi de punts de la FIG.

## Programa
| Data                                                            | Hora    | Ronda        | Subdivisió   |
| --------------------------------------------------------------- | ------- | ------------ | ------------ |
| 28 de juliol                                                    | 09:30   | Qualificació | Subdivisió 1 |
| 28 de juliol                                                    | 11:40   | Qualificació | Subdivisió 2 |
| 28 de juliol                                                    | 14:50   | Qualificació | Subdivisió 3 |
| 28 de juliol                                                    | 18:00 h | Qualificació | Subdivisió 4 |
| 28 de juliol                                                    | 21:10   | Qualificació | Subdivisió 5 |
| 1 d'agost                                                       | 18:15   | Final        | –            |
| Totes les hores són l'hora d'estiu d'Europa central (UTC+02:00) |         |              |              |

## Resultats

### Qualificació
Les gimnastes que van quedar entre les vint-i-quatre primeres van classificar-se per a la ronda final. En el cas que més de dues gimnastes del mateix NOC estiguessin entre les vint-i-quatre primeres, les darreres classificades entre elles no es classificarien per a la fase final. En lloc d'això, es classificaria la següent gimnasta millor classificada.
| Ranking | Gimnasta                          | Salt sobre cavall | Barres asimètriques | Barra d'equilibri | Exercici de terra | Total  | Qual. |
| ------- | --------------------------------- | ----------------- | ------------------- | ----------------- | ----------------- | ------ | ----- |
| 1       | Simone Biles (USA)                | 15.800            | 14.433              | 14.733            | 14.600            | 59.566 | Q     |
| 2       | Rebeca Andrade (BRA)              | 14.900            | 14.400              | 14.500            | 13.900            | 57.700 | Q     |
| 3       | Sunisa Lee (USA)                  | 14.133            | 14.866              | 14.033            | 13.100            | 56.132 | Q     |
| 4       | Jordan Chiles (USA)               | 14.333            | 14.266              | 13.600            | 13.866            | 56.065 | –     |
| 5       | Kaylia Nemour (ALG)               | 14.000            | 15.600              | 13.200            | 13.166            | 55.966 | Q     |
| 6       | Manila Esposito (ITA)             | 14.133            | 14.166              | 13.966            | 13.633            | 55.898 | Q     |
| 7       | Alice D'Amato (ITA)               | 13.200            | 14.666              | 13.866            | 13.700            | 55.432 | Q     |
| 8       | Qiu Qiyuan (CHN)                  | 13.233            | 15.066              | 13.533            | 13.166            | 54.998 | Q     |
| 9       | Ellie Black (CAN)                 | 14.100            | 14.166              | 13.100            | 13.400            | 54.766 | Q     |
| 10      | Rina Kishi (JPN)                  | 14.033            | 13.566              | 13.500            | 13.600            | 54.699 | Q     |
| 11      | Flávia Saraiva (BRA)              | 14.100            | 13.800              | 13.133            | 13.166            | 54.199 | Q     |
| 12      | Ou Yushan (CHN)                   | 13.000            | 13.966              | 13.333            | 13.666            | 53.965 | Q     |
| 13      | Elisa Iorio (ITA)                 | 13.766            | 14.366              | 12.966            | 12.800            | 53.898 | –     |
| 14      | Ruby Pass (AUS)                   | 13.800            | 13.900              | 13.300            | 12.866            | 53.866 | Q     |
| 15      | Helen Kevric (GER)                | 14.066            | 14.600              | 12.133            | 13.066            | 53.865 | Q     |
| 16      | Ana Bărbosu (ROU)                 | 13.800            | 12.600              | 13.533            | 13.600            | 53.533 | Q     |
| 17      | Haruka Nakamura (JPN)             | 13.066            | 13.600              | 13.600            | 13.266            | 53.532 | Q     |
| 18      | Filipa Martins (POR)              | 14.133            | 13.800              | 12.600            | 12.633            | 53.166 | Q     |
| 19      | Mana Okamura (JPN)                | 13.033            | 13.266              | 13.633            | 13.200            | 53.132 | –     |
| 20      | Jade Barbosa (BRA)                | 13.733            | 12.733              | 13.100            | 13.500            | 53.066 | –     |
| 21      | Naomi Visser (NED)                | 13.233            | 14.266              | 13.300            | 12.233            | 53.032 | Q     |
| 22      | Bettina Lili Czifra (HUN)         | 12.966            | 13.933              | 13.233            | 12.600            | 52.732 | Q     |
| 23      | Amalia Ghigoarță (ROU)            | 13.000            | 13.066              | 13.266            | 13.333            | 52.665 | Q     |
| 24      | Georgia-Mae Fenton (GBR)          | 13.833            | 12.833              | 13.500            | 12.466            | 52.632 | Q     |
| 25      | Sarah Voss (GER)                  | 14.000            | 13.466              | 12.233            | 12.866            | 52.656 | Q     |
| 26      | Ava Stewart (CAN)                 | 13.600            | 13.466              | 12.633            | 12.633            | 52.332 | Q     |
| 27      | Kohane Ushioku (JPN)              | 13.866            | 12.833              | 12.866            | 12.566            | 52.131 | –     |
| 28      | Alice Kinsella (GBR)              | 13.933            | 11.900              | 13.433            | 12.733            | 51.999 | Q     |
| 29      | Aurélie Tran (CAN)                | 13.166            | 13.500              | 12.066            | 13.066            | 51.798 | –     |
| 30      | Luisa Blanco (COL)                | 13.466            | 12.833              | 12.766            | 12.633            | 51.698 | Q     |
| 31      | Lihie Raz (ISR)                   | 13.666            | 12.833              | 12.300            | 12.833            | 51.632 | R1    |
| 32      | Lieke Wevers (NED)                | 13.300            | 12.566              | 13.366            | 12.300            | 51.532 | R2    |
| 33      | Mélanie de Jesus dos Santos (FRA) | 14.200            | 12.233              | 12.366            | 12.700            | 51.499 | R3    |
| 34      | Georgia-Rose Brown (NZL)          | 13.233            | 13.666              | 12.333            | 12.233            | 51.465 | R4    |

Reserves
Les reserves per a la final de l'esdeveniment del concurs complet individual eren:
1. Lihie Raz (ISR)
2. Lieke Wevers (NED)
3. Mélanie de Jesus dos Santos (FRA)
4. Georgia-Rose Brown (NZL)

Només dues gimnastes de cada país podien passar a les finals. Les gimnastes que no es van classificar per a la final del concurs complet individual a causa de la quota, però havien obtengut puntuacions prou altes per fer-ho van ser:
- Jordan Chiles (USA)
- Elisa Iorio (ITA)
- Mana Okamura (JPN)
- Jade Barbosa (BRA)
- Kohane Ushioku (JPN)[a]
- Aurélie Tran (CAN)

### Final
| Ranking | Gimnasta                  | Salt sobre cavall | Barres asimètriques | Barra d'equilibri | Exercici de terra | Total  |
| ------- | ------------------------- | ----------------- | ------------------- | ----------------- | ----------------- | ------ |
| 1       | Simone Biles (USA)        | 15.766            | 13.733              | 14.566            | 15.066            | 59.131 |
| 2       | Rebeca Andrade (BRA)      | 15.100            | 14.666              | 14.133            | 14.033            | 57.932 |
| 3       | Sunisa Lee (USA)          | 13.933            | 14.866              | 14.000            | 13.666            | 56.465 |
| 4       | Alice D'Amato (ITA)       | 14.000            | 14.800              | 14.033            | 13.500            | 56.333 |
| 5       | Kaylia Nemour (ALG)       | 14.033            | 15.533              | 13.233            | 13.100            | 55.899 |
| 6       | Ellie Black (CAN)         | 14.100            | 14.066              | 12.933            | 13.700            | 54.799 |
| 7       | Qiu Qiyuan (CHN)          | 13.133            | 13.900              | 14.500            | 13.233            | 54.766 |
| 8       | Helen Kevric (GER)        | 13.866            | 14.466              | 13.400            | 12.866            | 54.598 |
| 9       | Flávia Saraiva (BRA)      | 13.633            | 13.900              | 14.266            | 12.233            | 54.032 |
| 10      | Naomi Visser (NED)        | 12.966            | 14.266              | 13.333            | 13.400            | 53.965 |
| 11      | Rina Kishi (JPN)          | 13.766            | 13.833              | 13.133            | 13.233            | 53.965 |
| 12      | Alice Kinsella (GBR)      | 13.800            | 14.133              | 13.033            | 12.833            | 53.799 |
| 13      | Ruby Pass (AUS)           | 13.633            | 13.733              | 13.466            | 12.966            | 53.798 |
| 14      | Manila Esposito (ITA)     | 13.866            | 12.800              | 14.200            | 12.733            | 53.599 |
| 15      | Haruka Nakamura (JPN)     | 12.833            | 13.933              | 13.700            | 12.633            | 53.099 |
| 16      | Ou Yushan (CHN)           | 12.966            | 13.966              | 14.033            | 11.933            | 52.898 |
| 17      | Ana Bărbosu (ROU)         | 14.000            | 12.433              | 12.466            | 13.566            | 52.465 |
| 18      | Georgia-Mae Fenton (GBR)  | 13.633            | 13.800              | 11.300            | 13.033            | 51.766 |
| 19      | Ava Stewart (CAN)         | 13.333            | 12.633              | 13.166            | 12.500            | 51.632 |
| 20      | Filipa Martins (POR)      | 12.500            | 13.566              | 12.700            | 12.466            | 51.232 |
| 21      | Bettina Lili Czifra (HUN) | 12.966            | 13.900              | 11.400            | 12.833            | 51.099 |
| 22      | Amalia Ghigoarță (ROU)    | 13.100            | 12.566              | 11.900            | 13.166            | 50.732 |
| 23      | Luisa Blanco (COL)        | 13.500            | 11.133              | 12.866            | 12.700            | 50.199 |
| 24      | Sarah Voss (GER)          | 12.500            | 12.333              | 12.300            | 12.866            | 49.999 |